# أمين سعيد
أمين محمد سعيد (1309- 1387هـ / 1891- 1967 م)، صَحَفي ومؤرِّخ سوري.

## سيرته
وُلد أمين بن محمد سَعِيد بن حسن سَعِيد في اللاذقية، يوم 23 جُمادى الأولى 1309هـ الموافق 28 نوفمبر 1891م. تلقَّى دراسته الابتدائية بها ثم انتقل إلى دمشق. وعمل مع أبيه في مطبعة صغيرة له وجريدة أسبوعية سنة 1909 ووقع بينهما حادث انسلّ على أثره أمين من اللاذقية ولم يعد إليها بقية حياته. 
حضر دروسًا في مدرسة الشيخ عباس الأزهري ببيروت. وذهب إلى دمشق عام 1916، ولمَّا ثارت سورية عام 1925 كان في القاهرة يكتب في "جريدة المُقَطَّم" بإمضاء «مكاتب سياسي شرقي»، وأصدر "مجلة الشرق الأدنى" مدَّة، ثم عاد إلى دمشق وأصدر "جريدة الكفاح" اليومية.

## آثاره
جملة تآليفه 15 كتابًا، منها:
1. الغازي كمال أتاتورك، بالاشتراك مع كريم ثابت، 1922.
2. ملوك المسلمين المعاصرين ودولهم، 1933.
3. الثورة العربية الكبرى، 1934، ثلاثة أجزاء.
4. تاريخ الإسلام السياسي: نشأة الدولة الإسلامية، فتح جزيرة العرب، حروب الإسلام الإمبراطورية الفارسية، مطبعة عيسى البابي الحلبي، 1935.
5. تاريخ الإسلام السياسي: حروب الإسلام والإمبراطورية الرومية، فتح الشام، فتح مصر، إفريقيا الشمالية، مطبعة عيسى البابي الحلبي، 1935.
6. ثورة جمال عبد الناصر.
7. تاريخ الدولة السعودية، 1964، جزآن.
8. الخليج العربي في تاريخه السياسي ونهضته الحديثة، 1965.
9. سيرتي ومُذكِّراتي السياسية، تحقيق عبد الكريم السمك، في مجلَّدين، 2004.
10. أيام بغداد: وصف شامل لنهضة العراق الحديثة ومعالمه التاريخية، تحقيق عبد الكريم السمك، 2013.
11. سيرة الإمام الشيخ محمد بن عبد الوهَّاب رحمه الله، تحقيق عبد الكريم السمك، 2019.
12. أخبار مملكة الحِجاز ونجد ومُلحقاتها في مجلة الشرق الأدنى، تحقيق عبد الكريم السمك، في مجلَّدين، 2020.

## كتب عنه
1. أمين سعيد أعماله في التاريخ السعودي، تأليف عبد الكريم السمك، كتاب المجلة العربية، 2022.

## وفاته
توفي أمين سَعِيد في بحمدون بلبنان، يوم الأربعاء 13 ربيع الأول 1387هـ الموافق 21 يونيو (حَزِيران) 1967م، وهو يومئذ من محرِّري جريدة نداء الوطن البيروتية.